# سكيراء مميعة
سكيراء مميعة (الاسم العلمي:Schizosaccharomyces liquefaciens) هو نوع من الفطريات يتبع جنس السكيراء من الفصيلة السكيراوية.